# زتا قیفاووس
زتا قیفاووس یک ستاره است که در صورت فلکی قیفاووس قرار دارد.